# Fionn Whitehead
Fionn Whitehead (Londen, 18 juli 1997) is een Brits acteur. Hij speelde de hoofdrol in de film Dunkirk uit 2017.
Whitehead is vernoemd naar de Ierse volkslegende Fionn mac Cumhaill. Hij begon met acteren op een leeftijd van 13 jaar in het Orange Tree Theatre en ging later naar de Orleans Park School, beiden in het zuidwesten van Londen. Daarna ging hij naar Richmond College en ging hij naar de zomercursus van het National Youth Theatre. In 2016 maakte Whitehead zijn acteerdebuut in de Britse miniserie Him. Hij trad ook op in een toneelvoorstelling van Glenn Waldron's Natives.